# Ridott
Ridott é uma vila localizada no estado americano de Illinois, no Condado de Stephenson.

## Demografia
Segundo o censo americano de 2000, a sua população era de 159 habitantes.
Em 2006, foi estimada uma população de 151, um decréscimo de 8 (-5.0%).

## Geografia
De acordo com o United States Census Bureau tem uma área de
0,3 km², dos quais 0,3 km² cobertos por terra e 0,0 km² cobertos por água. Ridott localiza-se a aproximadamente 256 m acima do nível do mar.

## Localidades na vizinhança
O diagrama seguinte representa as localidades num raio de 16 km ao redor de Ridott.